# 5342 Le Poole
5342 Le Poole è un asteroide della fascia principale. Scoperto nel 1973, presenta un'orbita caratterizzata da un semiasse maggiore pari a 2,4625971 UA e da un'eccentricità di 0,2356506, inclinata di 14,32457° rispetto all'eclittica.